# 후쿠치촌 (아오모리현)
후쿠치촌(福地村)은 아오모리현 산노헤군에 설치되었던 촌이다. 하치노혜시 서부에 인접한 내륙의 촌에 있다가 2006년 1월 1일에 나가와정, 난부정을 합병해 새로운 난부정이 형성되어 소멸했다.

### 지리
촌의 대부분 평탄한 지형으로 구성되어 중심을 동서로 흐르는 마베치 강에 많은 주민이 거주하고 있다. 기후는 연평균 기온이 10 °C 전후와 아오모리현에서는 비교적 온난한 지방 풍습이며, 겨울철 적설량도 적다.